# Niederstriegis
Niederstriegis là một đô thị trong huyện Mittelsachsen, bang tự do Sachsen, nước Đức. Đô thị Niederstriegis có diện tích 14,73 km², dân số thời điểm ngày 31 tháng 12 năm 2005 là 1340 người.